# Bortiatyn
Bortiatyn (ukr. Бортятин) – wieś na Ukrainie, w rejonie jaworowskim (do 2020 roku w rejonie mościskim) obwodu lwowskiego. Wieś liczy 1613 mieszkańców.
Wieś królewska Bortatyn położona była w 1589 roku w starostwie przemyskim w ziemi przemyskiej województwa ruskiego. Wieś królewska, położona w powiecie przemyskim, należąca do starostwa wiszeńskiego, została spustoszona w czasie najazdu tatarskiego w 1672 roku. W II Rzeczypospolitej do 1934 samodzielna gmina jednostkowa. Następnie należała do zbiorowej wiejskiej gminy Sądowa Wisznia w powiecie mościskim w woj. lwowskim. Po wojnie wieś weszła w struktury administracyjne Związku Radzieckiego.

## Demografia
- 1900 – 1246 grekokatolików, 101 rzymskich katolików, 62 żydów[5]